# ウィリアム・バックリー・ジュニア

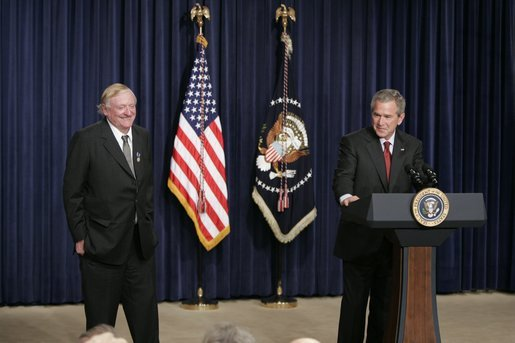
『ナショナル・レビュー』創刊50周年記念でのバックリー（左）挨拶をしているのはジョージ・ウォーカー・ブッシュ大統領

ウィリアム・バックリー・ジュニア（William F. Buckleyr.Jr, 1925年11月24日ー2008年2月27日）は、アメリカ合衆国の保守思想家、小説家。

## 人物
ニューヨークの、石油で財をなした裕福な家庭に生まれ、カトリックとして育つ。1943年、メキシコ国立自治大学に在籍し、その後陸軍士官学校を卒業して陸軍少尉に任官、第二次世界大戦では国内勤務だった。戦争が終わるとイェール大学に在籍し、保守派学生の秘密結社である「スカル・アンド・ボーン」にも加わり、大学4年の時、「イエール・デイリー・ニュース」の編集長となり、マッカーシズムを擁護する。1951年から、CIAに3年間勤務した。
1951年に『イェール大学における神と人間』を刊行し、保守派の理論家として出発する。1955年、保守派の雑誌として『ナショナル・レビュー』を創刊し、長く続ける。同誌は知的な保守思想の牙城となった。1966年からは、テレビショー「ファイアリング・ライン」のホストを務め、99年まで33年間続いた。バックリーは反共主義で、リバタリアンか保守だと自称した。
1975年、フレデリック・フォーサイスの『ジャッカルの日』に触発されて、CIA職員を主人公とするスパイ小説『女王陛下よ永遠なれ』を書き、80年の第二作『汚れたガラス』で全米図書賞 ミステリー部門（ペーパーバック）を受賞した。

## 翻訳
- 『女王陛下よ永遠なれ』ウィリアム・F.バックリー 著, 篠原慎訳. 角川書店, 1981
- 『聖アンゼルムの暗殺者』ウィリアム・F.バックリー 著, 飯島宏訳. 角川書店, 1985
- 『<群島>から来た男』ウィリアム・F.バックリー [著], 岩元巌訳. 角川書店, 1987